# سیارک ۲۴۸۳
سیارک ۲۴۸۳ (به انگلیسی: 2483 Guinevere، نامگذاری:1928QB) دو هزار و چهارصد و هشتاد و سومین سیارک کشف شده‌است که در ۱۷ اوت ۱۹۲۸ و در هایدلبرگ کشف شد.
قدر مطلق سیارک برابر ۱۰٫۸۰ است.